# Коалиция Нового курса
Коалиция Нового курса (англ. New Deal coalition) — американская политическая коалиция, поддерживавшая Демократическую партию с 1932 года. Коалиция названа в честь программ Нового курса президента Франклина Рузвельта и последующих президентов-демократов. В коалицию входили члены профсоюзов, рабочие, крупные городские политические машины, расовые и религиозные меньшинства (особенно евреи, католики и афроамериканцы), белые южане и интеллектуалы. Помимо избирателей, её участниками были группы интересов: организации Демократической партии в большинстве штатов, профсоюзы, некоторые третьи партии, университеты и фонды. Коалиции в значительной степени противостояли Республиканская партия, деловые круги и богатые протестанты. При создании коалиции Рузвельт сначала стремился включить туда либеральных республиканцев и некоторые радикальные третьи партии, даже ценой снижения влияния демократов, но к 1940-м годам республиканцы и союзники из третьих партий потеряли свою роль в объединении. В 1948 году Демократическая партия пережила раскол, но смогла выиграть как президенство, так и большинство в обеих палатах Конгресса.
Коалиция сделала Демократическую партию партией большинства в стране на десятилетия. С 1933 по 1968 год демократы потеряли контроль над Белым домом только на два срока правления генерала Дуайта Эйзенхауэра, который был широко популярен. Демократы контролировали обе палаты Конгресса большую часть времени до 1990-х годов. Коалиция начала ослабевать с крахом политических машин больших городов после 1940 года, неуклонным упадком профсоюзов после 1970-х, ожесточенной фракционностью во время выборов 1968 года и ростом неолиберализма при президенте Рональде Рейгане, противником регуляции экономики.